# Diario de una doctora
Diario de una Doctora (Doctor’s Diary – Männer sind die beste Medizin) es una serie médica germano-austriaca, que es emitida desde 2007 por el canal de televisión alemán RTL, en coproducción con ORF. La serie gira en torno a una joven médico, Margarete (Gretchen) Haase, cuyo deseo es trabajar en un hospital. Hay quien la ha comparado con la serie americana, Anatomía de Grey, y la película El Diario de Bridget Jones. La segunda temporada comenzó a emitirse en Alemania el 3 de agosto de 2009 a las 20:15, y la tercera el 5 de enero de 2011. En España se emite en el canal Cosmopolitan TV, que la estrenó el 9 de mayo de 2009 en la televisión de pago y en Divinity desde junio de 2011 en abierto.

## Primera temporada
Gretchen Haase, tras ser engañada por su novio pocos días antes de su boda, rompe su compromiso y vuelve a casa de sus padres. Después de esta decepción, se enfrenta a una profunda crisis personal, tras la cual tomará la decisión de convertirse en cirujano. Comenzará a trabajar en el hospital en el que su padre es jefe. En el primer día de trabajo, se reencuentra con un viejo compañero del instituto, Marc Meier, del cual ella pasó toda su adolescencia enamorada, pero él siempre se mofaba de su figura regordeta, y de sus gafas. En el hospital también conoce a Mehdi Kaan, un ginecólogo, y a las enfermeras Gabi y Sabine, con quien hace buenas migas. El Dr. Kaan, en un principio se comporta de un modo más esquivo con ella, debido a que guarda un secreto, pero tras concerlo Gretchen, la relación es mucho más distendida.
Con el paso del tiempo, Marc y Gretchen comienzan a llevarse mejor, aunque él sigue comportándose de un modo sarcástico. Cuando ella lo besa, el no se muestra reacio, pero no quiere ninguna relación seria. Mientras tanto, el Dr. Kaan, desarrolla sentimientos por Gretchen, y vicerversa, aunque Marc sigue estando ahí. Hacia el final de la temporada será Mehdi Kaan quien comience una relación con Gretchen, aunque la relación se complicará debido al secreto del Mehdi. Marc también está enamorado de Gretchen, pero una relación con él tampoco acaba siendo posible por un lío que él mantiene con la enfermera Gabi.
Marc considera a la enfermera Gabi solo como un lío pasajero, pero ella está completamente enamorada de él, hasta el punto de rayar en la obsesión, llegando incluso a quedarse embarazada a propósito, pensando que así estaría más unida a Marc. Pero en el momento de comunicárselo, su reacción no es la esperada, y obliga a Gabi a abortar, pues considera que ninguno de los dos está preparado para ser padres. Cuando van camino de la clínica para abortar, atropellan a un hombre y tienen que llevarlo al hospital, aunque ocultan haberlo atropellado. Finalmente, consiguen salvarle la vida, pero el hombre amenaza a Gabi con denuncirla y arruinarle la vida, pues la oyó decirle a Marc que deberían abandonarlo. Al final, tras la discusión el hombre se altera, y Gabi lo deja morir. Tras esto, Gabi obliga a Marc a pedirle matrimonio, pues si no contará todo lo sucedido.

## Segunda temporada
La nueva temporada comienza con Gretchen tomando decisiones arriesgadas y dando un salto al vacío para empezar de cero ¿La prioridad? Olvidar lo antes posible al Dr. Marc Meier, su jefe y amor platónico desde el instituto. Él está a punto de casarse con una de las enfermeras del hospital y vuelve a martirizarla con sus comentarios ácidos, aunque quizás esta sea su manera de disimular lo que siente por ella… El que no tiene ningún problema en confesar sus sentimientos es el Dr. Mehdi Kaan. Su mujer ha despertado después de varios años en coma pero él no puede, ni quiere, quitarse a Gretchen de la cabeza.Y por si fuera poco, este triángulo amoroso va a seguir enredándose con un nuevo pretendiente: Alexis von Buren, un joven millonario que llega incluso a empapelar toda la ciudad para encontrar a la mujer de sus sueños ¿Encajará la doctora Haasse en este perfil?

## Tercera temporada
La doctora Gretchen Haase acaba de dar el sí quiero al millonario Alexis Von Buren cuando en la iglesia se declara una epidemia. En vez del viaje de novios acaban todos en cuarentena en el hospital Elisabeth. Precisamente el ginecólogo Dr. Kaan está a cargo de la pandemia y no parece tenerlo todo bajo control. El patólogo Dr. Gummersbach parece encontrar un indicio sobre el posible origen. Gretchen no quiere pasar su segunda noche de casada en una habitación compartida con otras seis personas y, además, compartida precisamente con Marc. ¿O si quiere? La tensión se masca entre ambos. La adolescente Peggy también es ingresada con un dolor imaginario y la Dra. Hassmann se pregunta sobre la misteriosa tomografía.
cuando Gretchen se va a marchar a África marc la sigue y gretchen se baja del avión porque lo echaría de menos y ellos dos hacen como un encuentro amoroso en el aeropuerto.Y ahí Gretchen ve clara su relación con Marc.

## Personajes
- Gretchen Haase

La protagonista tiene 29 años, y tras una decepción amorosa decide comenzar una nueva vida. A pesar de comenzar siendo muy insegura, va ganando más confianza en sí misma. Su gran complejo es el sobrepeso. Su gran amor en el instituto fue Marc Meier.
- Marc Meier

Es el jefe de cirugía del hospital y de Gretchen. Tiene un gran talento como médico, pero como persona es un tanto inseguro e inmaduro en lo que a relaciones personales se refiere. A lo largo de la serie vamos descubriendo otra parte de él y también el por qué de su forma de ser, siente algo por Gretchen pero tiene miedo a expresarlo.
- Mehdi Kaan

Es ginecólogo en el hospital. Es padre soltero de una hija, y guarda un secreto. Rompió su amistad con Meier tras enterarse de que había tenido un lío con su mujer. Está enamorado de Gretchen.
- Franz Haase

Es el jefe médico del hospital y padre de Gretchen. Se considera joven para su edad. Está muy dedicado a su familia, aunque se descubre que tiene un lío con una escritora de novela románticas que resulta ser la madre de Marc.
- Bärbel Haase

Es la madre de Gretchen y la esposa de Franz. Es ama de casa y quiere lo mejor para su familia. Se separa de su marido tras las continuas infidelidades de este.
- Maria Hassmann

Es neurocirujana y en un principio tiene una buena relación con Gretchen, pero esta se rompe, cuando se pelean por el Doctor Kaan.
- Enfermera Gabi

Tiene un lio con Marc y quiere que sea una relación formal, pero él no ve en ella más que una aventura. A veces es manipuladora y mezquina. Considera a Gretchen una rival.

## Reparto
| Personaje                 | Intérprete          | Temporada |
| ------------------------- | ------------------- | --------- |
| Dr. Gretchen Haase        | Diana Amft          | 1–2-3     |
| Dr. Marc Meier            | Florian David Fitz  | 1–2-3     |
| Dr. Mehdi Kaan            | Kai Schumann        | 1–2-3     |
| Professor Dr. Franz Haase | Peter Prager        | 1-2-3     |
| Dr. Maria Hassmann        | Julia Koschitz      | 1–2-3     |
| Alexis von Buren          | Steffen Groth       | 2–3       |
| Gabi                      | Laura Osswald       | 1–2-3     |
| Sabine                    | Annette Strasser    | 1–2-3     |
| Bärbel Haase              | Ursela Monn         | 1–2-3     |
| Jochen Haase              | Fabian Oscar Wien   | 1–2-3     |
| Elke Fisher               | Adele Neuhauser     | 1–2-3     |
| Gretchen Haase (joven)    | Zsá Zsá Inci Bürkle | 1–2-3     |
| Marc Meier (joven)        | Antoine Brison      | 1–2-3     |

## Recepción
Aunque en España aún es poco conocida, en gran medida porque de momento solo se emite en un canal de pago, en Alemania se ha convertido en una de las series más exitosas del momento, consiguiendo más y más público en cada temporada.

## Premios y nominaciones

### Premios
- 2008
  - Premio de la Televisión Alemana a la mejor serie
  - Premio Alemán de la comedia a la mejor serie
- 2009
  - Premio Adolf Grimme en la categoría de ficción, al mejor programa de entretenimiento
  - Premio de la Televisión de Baviera en la categoría de serie
  - Premio de la televisión de Baviera en la categoría de mejor actriz
- 2010
  - Premio Ninfa de Oro a la mejor actriz de comedia (Diana Amft)
  - Premio a la mejor Pareja Televisiva del año (Marc & Gretchen)

### Nominaciones
- 2008
  - Premio de la Televisión Alemana al mejor actor secundario